# Berthierville
Pour les articles homonymes, voir Berthier.
Berthierville (anciennement Berthier-en-Haut) est une ville canadienne au Québec, chef-lieu de la MRC de D'Autray, dans la région de Lanaudière. La municipalité est membre de la Fédération des Villages-relais du Québec.

## Toponymie
La municipalité de Berthierville tient ses origines de la seigneurie Berthier, elle-même nommée en l'honneur du seigneur Alexandre Berthier de Vilmur.

## Histoire

Berthier, sur une carte de 1761

En 1852 était érigée la municipalité du village de Berthier. Elle est devenue ville en 1865 et a adopté le nom de Berthierville en 1942. Elle est située sur le territoire de la seigneurie de Berthier jusqu'en 1855 puis sur celui du comté de Berthier jusqu'en 1982.
Le 24 juillet 1967, le général de Gaulle, se dirigeant vers Montréal, en ayant emprunté le fameux «Chemin du Roy» commençant à Québec, s'arrête dans la ville, au parc Sainte-Geneviève, vers 17 heures, et prononce alors un discours, en réponse à l'allocution de bienvenue du maire. Comme dans son discours de Trois-Rivières, le général annonce sa volonté d’intensifier les échanges entre la France et le Québec, grâce à une collaboration accrue avec le gouvernement de son «ami» Daniel Johnson.

## Géographie
La rivière Bayonne délimite le nord de la municipalité et la rivière la Chaloupe délimite le sud.

## Démographie
| 1991  | 1996  | 2001  | 2006  | 2011  | 2016  | 2021  |
| ----- | ----- | ----- | ----- | ----- | ----- | ----- |
| 3 854 | 3 952 | 3 939 | 4 007 | 4 091 | 4 189 | 4 386 |

Le recensement de 2011 y dénombre 4 091 habitants, soit 2,1 % de plus qu'en 2006.

## Administration
Les élections municipales se font en bloc et suivant un découpage de six districts.
À partir du 29 juin 2023, le maire Dominic Perrault fut démis de ses fonctions sous la Loi sur les élections, due à une condamnation pour conduite avec les facultés affaiblie. L'intérim est assuré par Pierre Lahaie, qui sera maire suppléant jusqu'au prochaine élection municipale, en novembre 2025.
| Berthierville Maires depuis 2003                                                                                     |                    |                        |          |
| Élection | Maire              | Qualité                | Résultat |
| 2003 | Yvon Poirier       |                        | Voir     |
| 2005 | Yvon Poirier       | Voir                   |          |
| 2009 | Bernard Grégoire   |                        | Voir     |
| 2013 | Suzanne Nantel     |                        | Voir     |
| 2017 | Suzanne Nantel     | Voir                   |          |
| 2021 | Dominic Perreault  | Démis de ses fonctions | Voir     |
| juin 2023 | Pierre Lahaie      | Maire suppléant        | Voir     |
| août 2023 | Sylvain Destrempes | Maire suppléant        | Voir     |
| oct. 2023 | Pierre Lahaie      |                        | Voir     |
| Élection partielle en italique Depuis 2005, les élections sont simultanées dans toutes les municipalités québécoises |                    |                        |          |

## Services
À la suite de l'abolition du service de police en 1998, et relevant de la Sûreté du Québec, Berthierville a son propre service de sécurité publique depuis décembre 2000; les patrouilleurs sont en service 24 heures et ont le pouvoir d'émettre des constats d'infraction aux fautifs et de rechercher les auteurs d'une infraction. Des véhicules de patrouille identifiés ou banalisés sont mis à la disposition des agents. Une équipe de 5 agents est en fonction sous la supervision d'un directeur du service.

## Éducation
Les écoles de Berthierville sont régies par le centre de service scolaire des Samares. La municipalité compte une école primaire, l'école Chemin-du-Roy, ainsi que l'école secondaire Pierre-de-Lestage.
L'école Chemin-du-Roy comporte trois pavillons:
- Le pavillon maternelle Sainte-Geneviève[13] (maternelle)
- Le pavillon Sainte-Geneviève[14] (première et deuxième année du primaire)
- Le pavillon Saint-Joseph[15] (de la troisième à la sixième année du primaire)

La population anglophone du territoire est desservie par la Commission scolaire Sir-Wilfrid-Laurier.

## Attraits
Le Musée Gilles-Villeuneuve rend hommage à l'un de ses illustres résidents, Gilles Villeneuve. Inauguré en 1988, le musée regroupe des voitures de course, des souvenirs de Grand Prix, des documents d'archives sonores et vidéo ainsi que des centaines de photos du champion. Le musée est également consacré à son fils, Jacques Villeneuve, et à son frère, Jacques-Joseph Villeneuve.

La Chapelle des Cuthbert, première chappelle protestante du Québec, érigée en 1786, est ouverte au public durant la saison estivale et présente une programmation culturelle diversifiée. Le bâtiment est la propriété de la SODEC et l'animation du lieu est assuré par la Corporation du patrimoine de Berthier.

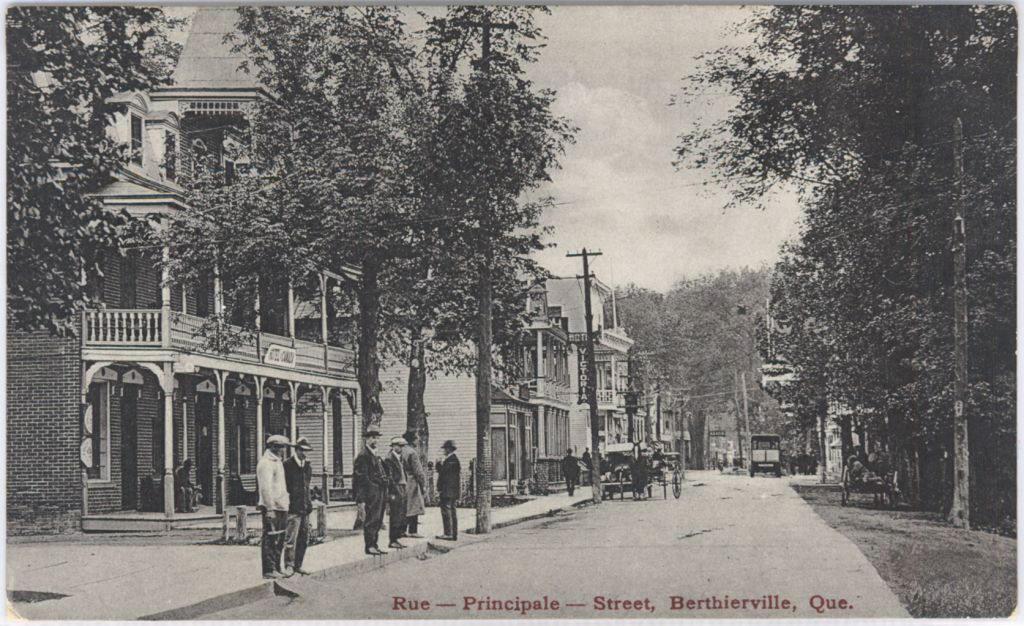
Rue Principale, Berthierville, carte postale.

Berthierville est aussi un arrêt majeur sur l'autoroute 40 entre Montréal et Québec. À ce titre, on peut la considérer comme étant une ville touristique, compte tenu de l'importance des revenus tirés du tourisme de passage et sa descente de bateau très populaire qui donne accès au fleuve Saint-Laurent, aux îles de Berthier et au lac Saint-Pierre.[réf. nécessaire]

## Personnalités
- Gilles Villeneuve, pilote de Formule 1, a choisi d'habiter à Berthierville qui possède maintenant un musée, une statue de bronze et une avenue principale à son nom.
- Joannie Rochette a pris ses cours de patinage artistique à l'aréna de Berthierville qui est maintenant nommé à son nom.
- Guy Rocher, sociologue, professeur et conférencier, est né le 20 avril 1924 à Berthierville.
- Dostaler O'Leary, (Berthierville, Québec 18 août 1908 - Paris, France 18 avril 1965) est un journaliste, un écrivain et un militant québécois.
- Jesse Joseph, né en 1817 dans le village de Berthier.
- Yann Perreau, auteur-compositeur-interprète, chanteur du groupe Doc et les Chirurgiens

## Lieux patrimoniaux classés
- Chapelle des Cuthbert

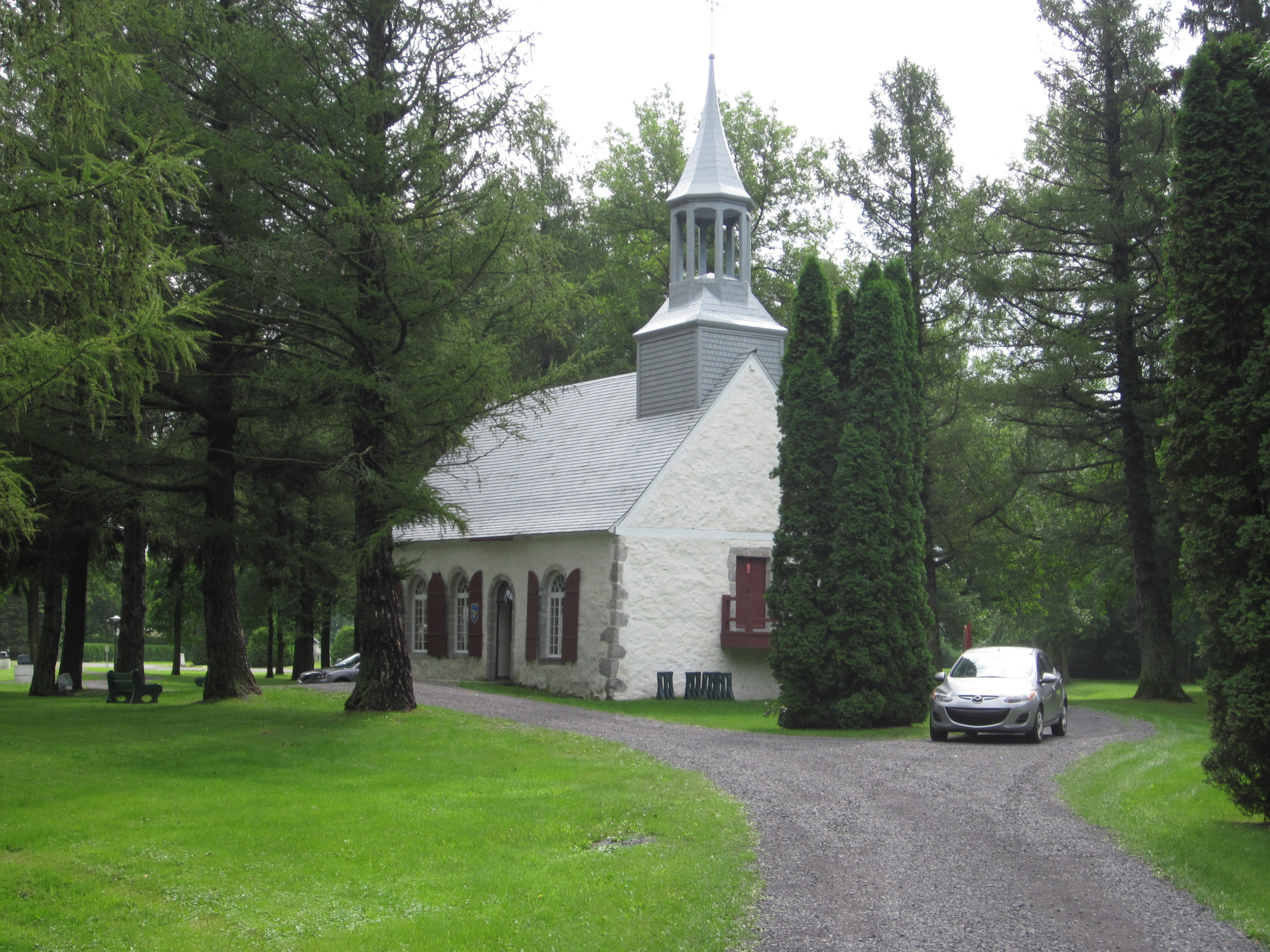
Chapelle des Cuthbert

- L'Ancien monastère des Moniales-Dominicaines-de-Berthierville, où la seule communauté francophone de Sœurs dominicaines en Amérique du Nord y a vécu pendant près d'un siècle[19].

## Culture

### Jumelages
De 1983 à 2014, Berthierville a été jumelée avec Sainte-Foy-la-Grande, une commune française du département de la Gironde.

### Chanson
Berthierville est à l'origine d'une chanson "Sur la route de Berthier" qui est une adaptation de "sur la route de Louviers" une chanson française du début du 1900e siècle.

### Filmographie
Amoureuses, documentaire de Louise Sigouin, datant de 2019 met en scène les sœurs moniales-dominicaines dans leur monastère.